# Witzenberg Local Municipality
Witzenberg (englisch Witzenberg Local Municipality) ist eine Lokalgemeinde im Distrikt Cape Winelands der südafrikanischen Provinz Westkap. Der Sitz der Gemeindeverwaltung befindet sich in Ceres. Bürgermeister ist Barnito Klaasen.
Die Gemeinde ersetzte ab dem 22. September 2000 folgende Gemeinden: Municipality of Ceres, Matroosberg Transitional Representative Council, Municipality of Prince Alfred’s Hamlet, Tulbagh Municipality, Witzenberg Transitional Representative Council und die Municipality of Wolseley.
Benannt ist die Gemeinde nach dem Witzenberg-Gebirge, das die Täler von Tulbagh und Ceres trennt. Simon van der Stel, Gouverneur der Kapkolonie, benannte das Gebirge nach seinem holländischen Freund und Bürgermeister von Amsterdam Nicolaas Witsen.

## Städte und Orte
- Bella Vista
- Ceres
- eNduli
- Montana
- Pine Valley
- Prince Alfred Hamlet
- Tulbagh
- Wolseley

## Bevölkerung
Gemäß der Volkszählung im Jahr 2011 betrug die Einwohnerzahl 115.946 in 27.419 Haushalten auf einer Gesamtfläche von 2851 km². Davon waren 65,9 % Coloured, 25,3 % schwarz und 7,7 % weiß. Gesprochen wurde zu 73,8 % Afrikaans, zu 16,2 % isiXhosa, zu 4,4 % Sesotho und zu 1,9 % Englisch.